# Дедич, Йосеф
Йо́сеф Де́дич (чеш. Josef Dědič; 23 июня 1924 года, Брно, Чехословакия — 19 июня 1993 года, Прага, Чехия) — фигурист из Чехословакии, чемпион Чехословакии 1947 года в мужском одиночном катании. После окончания любительской карьеры стал рефери ИСУ. В 1956 году судил на Олимпийских играх соревнования среди женщин В 1998 году введён в Зал Славы мирового фигурного катания.

## Спортивные достижения
| Соревнования/Сезоны     | 1947 | 1948 |
| ----------------------- | ---- | ---- |
| Чемпионаты Европы       |      | 9    |
| Чемпионаты Чехословакии | 1    |      |